# Puerto Rico (El Torno)
Puerto Rico ist eine Landstadt im Departamento Santa Cruz im Tiefland des südamerikanischen Anden-Staates Bolivien.

## Lage
Puerto Rico ist drittgrößter Ort des Municipio El Torno in der Provinz Andrés Ibáñez. Die Stadt liegt auf einer Höhe von 542 m am rechten Ufer des Río Piraí direkt südlich anschließend an die Stadt El Torno.

## Geographie
Puerto Rico liegt im tropischen Feuchtklima am Ostrand der Anden-Gebirgskette der Cordillera Oriental. Die Region war vor der Kolonisierung von tropischem Feuchtwald bedeckt, ist heute aber größtenteils Kulturland.
Die mittlere Durchschnittstemperatur der Region liegt bei 24 °C, der Jahresniederschlag beträgt 950 mm (siehe Klimadiagramm La Angostura). Die Monatsdurchschnittstemperaturen schwanken zwischen 20 °C im Juli und 26 °C im Dezember und Januar, die Monatsniederschläge sind von November bis März ergiebig und liegen über 100 mm, das Klima von Juni bis September ist arid mit Niederschlägen unter 40 mm.

## Verkehrsnetz
Puerto Rico liegt in einer Entfernung von 35 Straßenkilometern südwestlich von Santa Cruz, der Hauptstadt des Departamentos.
Vom Zentrum von Santa Cruz aus führt die asphaltierte Nationalstraße Ruta 7 als vierspurige „Avenida Grigotá“ in südwestlicher Richtung über die Städte El Carmen, La Guardia und El Torno nach Puerto Rico, und von dort aus weiter über La Angostura, Samaipata und Comarapa nach Cochabamba.

## Bevölkerung
Die Einwohnerzahl der Ortschaft ist in den vergangenen beiden Jahrzehnten auf ein Mehrfaches angestiegen:
| Jahr | Einwohner | Quelle       |
| ---- | --------- | ------------ |
| 1992 | 977       | Volkszählung |
| 2001 | 1633      | Volkszählung |
| 2012 | 4219      | Volkszählung |
| 2024 |           | Volkszählung |

Aufgrund der Zuwanderung vom Altiplano in der 2. Hälfte des 20. Jahrhunderts weist die Region einen deutlichen Anteil an Quechua-Bevölkerung auf, im Municipio El Torno sprechen 27,7 Prozent der Bevölkerung Quechua.